# A vadász (film, 2011)
A vadász vagy Az orvvadász (eredeti cím: The Hunter) 2011-ben bemutatott ausztrál filmdráma, amelyet Daniel Nettheim rendezett, Julia Leigh 1999-es, The Hunter című regénye alapján. A főbb szerepekben Willem Dafoe, Sam Neill és Frances O’Connor látható. Dafoe Tasmaniába repült a film premierjére, a North Hobart-i State Cinema moziba.
Ausztráliában 2011. szeptember 29-én, Magyarországon 2012. július 5-én mutatták be a mozikban.

## Cselekmény
Martin David vadászatra szakosodott zsoldos. A Red Leaf GmbH német-európai biotechnológiai vállalat megbízásából le kell vadásznia és megölnie az utolsó tasmán tigrist, és mintákat kell adnia a vállalatnak az állatból, hogy azt egyedileg klónozhassák. Bár a tasmán tigrist kihalóban lévő fajnak tartják, a vállalat úgy véli, a helyi lakosság több, meg nem erősített észrevétele erős bizonyíték a létezésére. Martin elfogadja a megbízást, de elutasítja, hogy egy második vadász kísérje el. Tasmániában Martin Lucy Armstrongnál és kisgyermekeinél, Sassnál és Bike-nál talál szállást. Lucy férje, Jarrah néhány évvel korábban eltűnt a tasmániai vadonrezervátumban. Annak érdekében, hogy valódi úti célja ne derüljön ki, Martin egyetemi alkalmazottnak adja ki magát, aki a tasmániai ördögök kutatásában vesz részt.
Megérkezése után nem sokkal Martin megismerkedik Jack Mindy vadászvezetővel, aki végül el akarja kísérni őt első vadonbeli kirándulására. Martin többszöri kérésére azonban végül egyedül megy tovább. Martin azzal tölti a vadászatait, hogy számos, saját maga által kidolgozott csapdát állít fel. Ezeket viszont az állatvédők teljesen tönkreteszik. Martin ezután új, kevésbé nyilvánvaló csapdákat talál ki, és befejezi második hegyvidéki ottlétét. A tigrist még nem látta.
A vadászati expedíciói közben Lucy házában marad, hogy regenerálódjon és elemezze az adatokat. Közelebb kerül a családhoz, megjavítja a generátort, és segít Lucynak leküzdeni a férje távolléte okozta drogfüggőségét. Bike képeken keresztül kommunikál vele, és Martin megtudja, hogy Jarrah is a tigrist kereste. Csak miután kap egy második képet Bike-tól, amelyen a fiú a tigris mellett vízfelületeket is rajzolt, Martin a térképén tavi tájként értelmezi azt, mire megváltoztatja a vadászterületét. Egyik későbbi vadászatán felfedezi Jarrah és a tigris maradványait. A nyomába ered, de egy szakadékba zuhan. Enyhén megsérülve egy barlang előtt ébred fel, amelyben számos állat maradványai vannak, amiket nyilvánvalóan a tigris ejtett foglyul.
Visszatérve Lucyhoz, kap egy hívást Red Leaftől, aki a fejleményekről érdeklődik. Miközben a család és Martin között egyre erősödik a kötelék, a féltékeny vadászvezető, Jack felveszi a kapcsolatot a céggel, akik Martin helyére helyettest küldenek - azt a vadászt, akit Martin nem volt hajlandó elkísérni. A helyettesítő éjszaka betör a család házába, és Martin holmijai között bizonyítékot talál az állat létezésére. A férfi a vadonban szembeszáll Martinnal, legyőzi őt, és megpróbálja arra kényszeríteni, fedje fel a tigris rejtekhelyét. Martin beleegyezik, de az egyik vadcsapdájába vezeti a férfit, és sikerül lelőnie. Ezután visszatér Lucy házához, és rájön, az idegen felgyújtotta a házat; Lucy és lánya, Sass is meghalt a lángokban. Csak Bike maradt életben. Martin azt is megtudja, hogy Red Leaf katonai célokra klónozni akarja a tigrist, mivel az méreggel tudja legyőzni a zsákmányt. Most már megérti, hogy a vállalat az áldozatoktól függetlenül folytatja a vadászatot, amíg a tigris el nem pusztul vagy fogságba nem esik.
Martin depressziósan újra vadászni indul, hogy megelőzze Red Leafet. Miután megölte a tigrist, elégeti, és a hamut szétszórja a szélben. Kapcsolatba lép a Red Leaf-el, hogy elmondja, amit keresnek, azt soha nem találják meg.
Végül meglátogatja Bike-ot az új iskolájában, ahol egyedül ül egy padon. Amikor Bike meglátja Martint, örömében odarohan hozzá, és megöleli.

## Szereplők
| Szerep                | Színész            | Magyar hang      |
| --------------------- | ------------------ | ---------------- |
| Martin David / Vadász | Willem Dafoe       | Csernák János    |
| Lucy Armstrong        | Frances O’Connor   | Urbán Andrea     |
| Jack Mindy            | Sam Neill          | Dörner György    |
| Sass (Katie)          | Morgan Davies      | Pekár Adrienn    |
| Bike (Jamie)          | Finn Woodlock      | Nem szólal meg   |
| Közvetítő             | Jacek Koman        | Berzsenyi Zoltán |
| Rivális vadász        | Callan Mulvey      | Berzsenyi Márton |
| Csapos                | John Brumpton      | Fehérváry Márton |
| Biliárdozó férfi      | Dan Wyllie         | Élő Balázs       |
| Doug                  | Sullivan Stapleton | Pál Tamás        |
| Free                  | Jamie Timony       | Seder Gábor      |
| Simon                 | Dan Spielman       | Seszták Szabolcs |
| Shakti                | Maia Thomas        | Sági Tímea       |
| Jarrah Armstrong      | Marc Watson-Paul   |                  |
| Martin Stunt Double   | Mark Hennessy      |                  |

### Magyar változat
- Főcím: Korbuly Péter
- Magyar szöveg: Berzsenyi Márta
- Hangmérnök és vágó: Kállay Roland és Weichinger Kálmán
- Gyártásvezető: Molnár Melinda
- Szinkronrendező: Berzsenyi Zoltán

A szinkront a BZM készítette el.

## Forgatás
A filmet teljes egészében Tasmániában forgatták.

## Fogadtatás
A film általánosságban pozitív visszajelzéseket kapott a kritikusoktól. A Rotten Tomatoes weboldalon 72%-os értékelést kapott 90 kritika alapján, az átlagos értékelése 6,54 pont 10-ből. Az oldal szöveges összefoglalója szerint: „Az orvvadász időnként szenved a kiszámíthatóságtól, de Willem Dafoe remekül alakítja a megrögzött vadászt, aki egy titokzatos fenevad nyomába ered.” A Metacritic oldalán 100-ból 63 pontot kapott (15 kritika alapján). Kim Newman az Empire-től három csillagot adott a filmnek, és a filmet „lassan pergő, gyönyörűen felvett és rendkívül visszafogott filozófiai thrillernek” nevezte.